# Maria Vodă Căpușan
Maria Vodă Căpușan, născută Maria Viorica Vodă, căsătorită Căpușan, (n. 30 decembrie 1940, Timișoara, România – d. 16 noiembrie 2017, Cluj-Napoca, România) a fost o teoreticiană, critică literară și teatrologă română.

## Biografie
S-a născut la 30 decembrie 1940 în orașul Timișoara, în familia magistratului Ștefan Vodă și a soției sale, actrița Viorica Vodă (n. Iuga), strănepoată a lui George Barițiu. A urmat studii la Școala Medie nr. 2 cu caracter mixt din Cluj (anterior Liceul de fete nr. 1, în prezent Colegiul Național „George Coșbuc”) (1953-1956) și la Facultatea de Filologie a Universității Babeș-Bolyai din același oraș (1956-1962). După absolvirea facultății a devenit cadru didactic universitar la Cluj, avansând până la gradul de profesor universitar și îndrumătoare de doctorat. A obținut titlul de doctor în litere în 1969 cu o teză despre teatrul francez contemporan Évasion et révolte dans le théâtre français contemporain [Evadare și revoltă în teatrul francez contemporan].
În anii 1980 a îndeplinit funcția de secretară a organizației PCR a Centrului Universitar din Cluj, calitate în care a contribuit, potrivit teatrologului Ion Vartic, la interzicerea reprezentației teatrale a piesei Englezește fără profesor a lui Eugen Ionescu, susținută de grupul de umor Ars Amatoria, și a solicitat interzicerea spectacolului Temă și variațiuni, după schițele lui Caragiale, pe motiv că rostirea pe scenă de către un actor a cuvântului „tutulor” ar fi fost o batjocură la modul schimonosit de exprimare al lui Nicolae Ceaușescu.

## Activitatea literară
Maria Vodă Căpușan a debutat publicistic în 1968 cu articole de critică literară publicate în revistele Tribuna („Jean Cocteau”) și Steaua („Albert Camus – 50 de ani de la naștere”). În anii următori a colaborat la revistele literare Tribuna, Steaua, România literară, Contemporanul, Ramuri etc.
Debutul publicistic a avut loc în 1976 cu volumul de eseuri Teatru și mit, în care autoarea a investigat modelul inspirator al mitului antic în dramaturgia contemporană. Maria Vodă Căpușan a publicat ulterior mai multe volume axate pe problematica teatrului, urmărind să demonstreze, cu ajutorul metodelor de investigație teoretică oferite de semiotică și de estetică, modernitatea operelor teatrale ale lui I.L. Caragiale și Camil Petrescu. Scrierile sale riguroase pe teme teatrale au un caracter teoretic și încearcă să surprindă coordonatele generale ale fenomenului teatral. Autoarea investighează creațiile literare ale lui Dimitrie Cantemir, William Shakespeare, I.L. Caragiale, Alfred Jarry, Anton Cehov, Luigi Pirandello cu instrumente analitice moderne, argumentând că miturile antice îndeplinesc o funcție modelatoare în dramaturgia modernă și evidențiind interferența continuă a realului cu imaginarul.
Criticul Dumitru Micu a considerat-o pe Maria Vodă Căpușan o „inteligență teoretizantă, preocupată mai mult de idei, semne, topusuri decât de realizarea concretă, de individualitatea operei”.

## Opera
- Teatru și mit, Ed. Dacia, Cluj-Napoca, 1976;
- Dramatis personae, Ed. Dacia, Cluj-Napoca, 1980;
- Despre Caragiale, Ed. Dacia, Cluj-Napoca, 1982;
- Teatru și actualitate, Ed. Cartea Românească, București, 1984;
- Pragmatica teatrului, Ed. Eminescu, București, 1987;
- Camil Petrescu – Realia, Ed. Cartea Românească, București, 1988;
- Accente, Ed. Dacia, Cluj-Napoca, 1991;
- Mircea Eliade – spectacolul magic, Ed. Litera, București, 1991;
- Marin Sorescu sau despre tânjirea spre cer, Ed. Scrisul Românesc, Craiova, 1993;
- Caragiale?, Cluj-Napoca, 2002; ed. a II-a, 2011;
- Dictionnaire des relations franco-roumaines (în colaborare cu Marina Mureșanu-Ionescu și Liviu Malița), Cluj-Napoca, 2003.

### Articole
- „Sources roumaines d'Eugène Ionesco”, în Cahiers Roumains d'Etudes Littéraires, nr. 1 (1991), pp. 125-129.

## Traduceri
- Marcel Brion, Homo pictor, prefață de Dumitru Matei, Ed. Meridiane, București, 1977 (în colaborare cu Victor Felea);
- Petru Dumitriu, Zero sau Punctul plecării, Ed. Viitorul românesc, București, 1992 (în colaborare cu Horia Căpușan);
- Mihai Eminescu, Poezii - Poemes, ediție bilingvă, prefață de Mircea Zaciu, postfață de Tudor Ionescu, Casa Cărții de Știință, Cluj-Napoca, 1999 (în colaborare cu Ariadna Combes).